# Gresham-palota

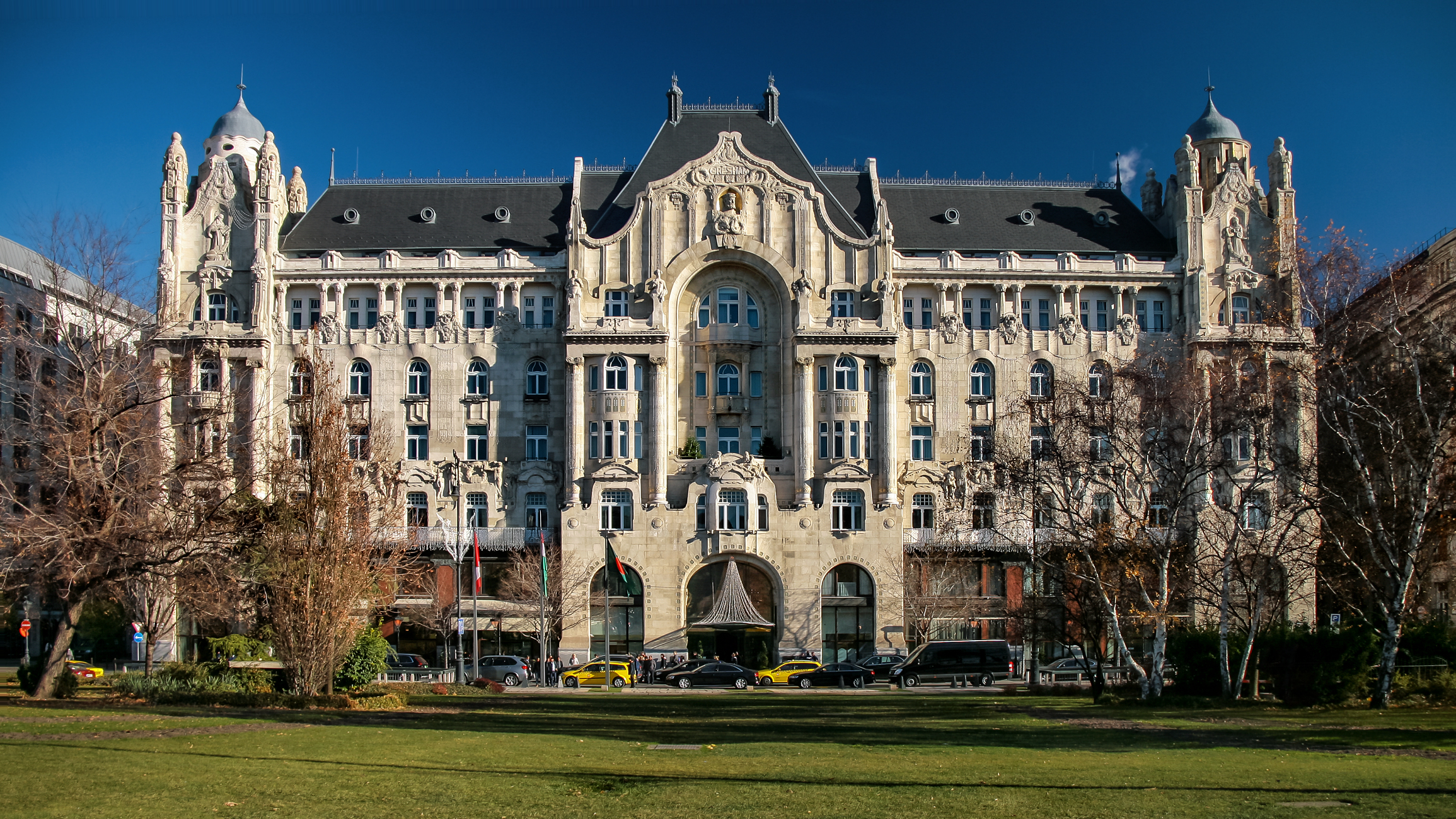
Gresham-palota vom Széchenyi István tér aus gesehen

Der Gresham-palota (deutsch Palais Gresham oder Gresham-Palast) ist ein repräsentatives Gebäude im Budapester Stadtteil Lipótváros, das am Széchenyi István tér am Pester Brückenkopf der Kettenbrücke liegt. Es wurde 1907 nach einem Entwurf von Zsigmond Quittner im Secessionsstil errichtet und beherbergt seit seiner Renovierung 2003/04 ein 5-Sterne-Hotel der Hotelkette Four Seasons. Das Gebäude ist nach seinem Bauherrn, der englischen Lebensversicherungsgesellschaft Gresham, benannt, die wiederum den Namen Thomas Greshams trug.

## Lage und Beschreibung
Der Gresham-palota liegt etwa 150 Meter vom rechten Ufer der Donau entfernt im V. Bezirk von Budapest. Es ist durch den Széchenyi István tér von der Kettenbrücke getrennt, zu der die Fassade des Gebäudes hin ausgerichtet ist. Das Gebäude umfasst seit dem Umbau 179 Zimmer und besteht aus drei Teilen, die jeweils einen etwa rechteckigen Innenhof umschließen.

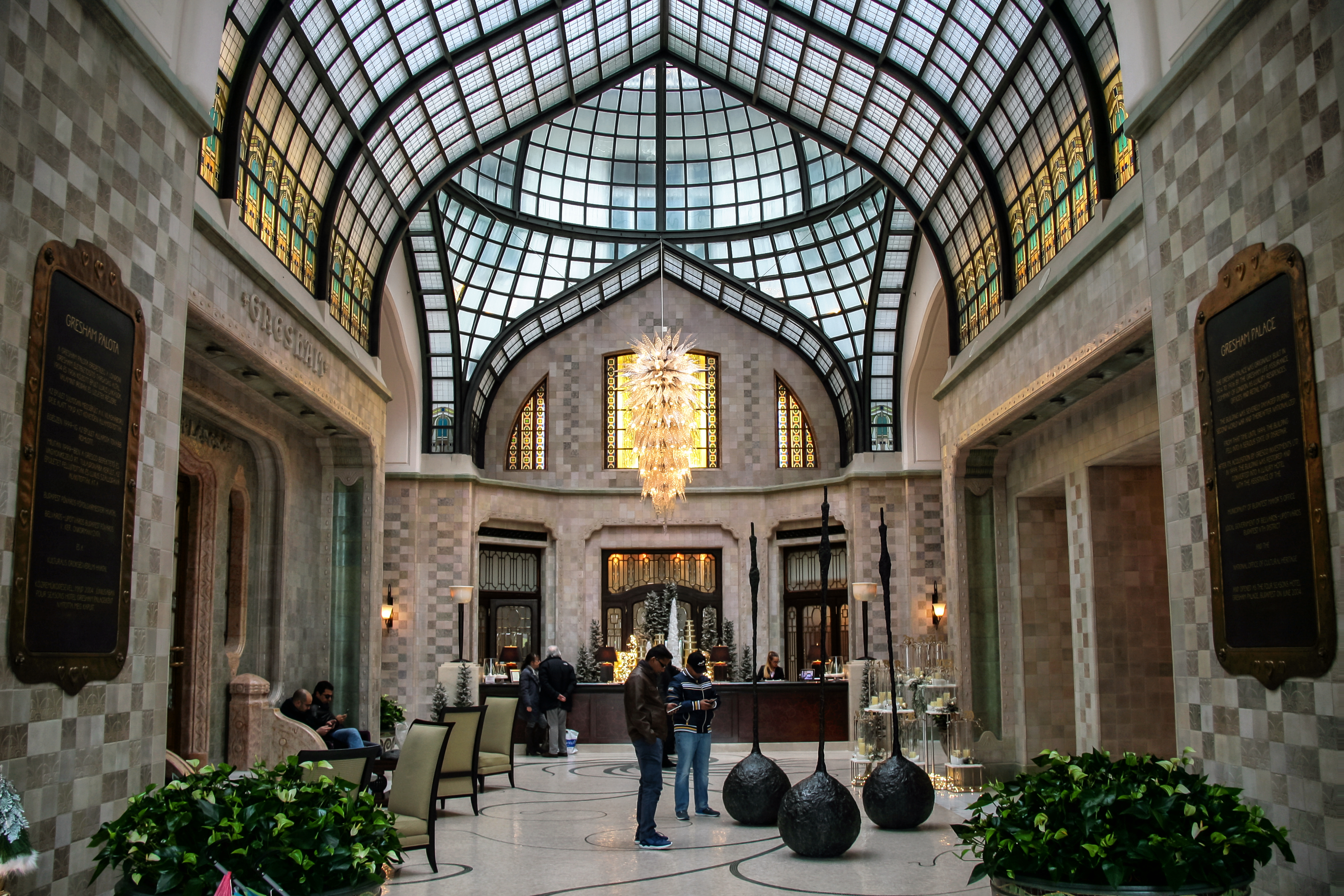
Innenaufnahme im Erdgeschoss des Hotels

Das Gebäude gilt mit seiner geschwungenen Fassade, seinen verzierten Fenstern und dem prunkvoll gestalteten Innenraum als bedeutendes Bauwerk des Secessionsstils in Budapest. An der vorderen Fassade befindet sich eine von Ede Telcs geschaffene Büste Thomas Greshams.

## Geschichte

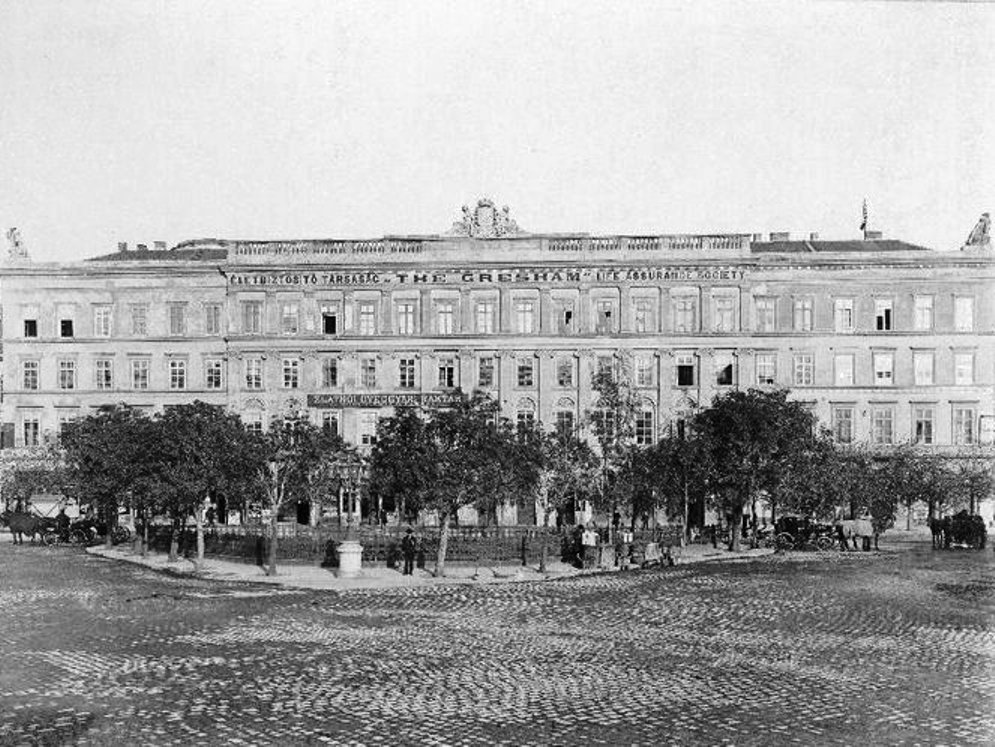
Das Nákó-ház im Jahr 1903

An der Stelle des heutigen Palais Gresham wurde 1827 nach Plänen von József Hild das Nákó-ház errichtet, das seinerzeit das größte Pester Wohnhaus im klassizistischen Stil war. Es wurde 1880 von der britischen Lebensversicherungsgesellschaft Gresham erworben, die das Haus 1903 zugunsten eines Neubaus abreißen ließ.
Der Gresham-palota wurde zwischen 1904 und 1906 nach Plänen des Architekten Zsigmond Quittner von den Brüdern László und József Vágó errichtet und 1907 eröffnet. Er diente anschließend als repräsentativer Sitz für das Versicherungsunternehmen in Budapest und war mit etwa 12.000 Quadratmetern Fläche zum Zeitpunkt seiner Errichtung auch eines der größten Wohnhäuser der Stadt. Die Baukosten betrugen 3 Millionen Kronen. Zur damaligen modernen technischen Ausstattung zählten unter anderem eine Zentralheizung und ein Entstaubungssystem.
In der Zeit nach dem Ersten Weltkrieg beherbergte das Palais Gresham das Kaffeehaus Gresham-Venezia und das Cabaret Pódium, und zahlreiche Schauspieler wie Gyula Csortos, Ida Turay, István Egri und Teri Náray wohnten hier. Auch Ferenc Kossuth zählte zu den Mietern des Hauses.
Während der Schlacht um Budapest im Zweiten Weltkrieg wurde auch das Palais Gresham durch Bombardierungen schwer beschädigt und später von sowjetischen Soldaten geplündert. Nach Kriegsende wurde das Gebäude verstaatlicht und die Wohnungen verkleinert. 1988 beschloss der Verwaltung des V. Bezirks schließlich, das baufällige Gebäude zu verkaufen. Der potentielle Käufer, die indischen Oberoi Hotels, zog sich allerdings 1995 zurück, nachdem Rechtsstreitigkeiten mit den verbleibenden Mietern ungelöst geblieben waren. Unter der Bedingung, dass die Jugendstilelemente erhalten blieben, wurde das Palais Gresham schließlich 2003/04 von der Hotelkette Four Seasons für 110 Millionen US-Dollar zu einem Luxushotel umgebaut. Der Arkadengang, das Café und das Restaurant im Erdgeschoss sind weiterhin für die Öffentlichkeit zugänglich.